# Ziua energeticianului
Ziua energeticianului, marcată din anul 1992 pe 20 iulie de lucrătorii din sectorul energetic, stă sub sub semnul patronului spiritual, Sf. Prooroc Ilie Tesviteanul, cel care stăpânește fulgerele.
Ziua Energeticianului, statuată ca atare prin decretul nr. 507 / 1972, este una dintre puținele sărbători pe care le mai țin breslele în România și este precedată, în toată țara, de o manifestare de breaslă, "Trofeul energeticianului" - de asemenea, una dintre puținele întreceri profesionale.